# Диаров, Муфтах Диарович
Муфтах Диарович Диаров (9 августа 1933, п. Махамбет Атырауской области — 17 марта 2021, Атырау) — советский и казахстанский геолог, доктор геолого-минералогических наук (1972), профессор (1979), академик НАН Казахстана (2003).

## Биография
Родился 9 августа 1933 года в поселке Махамбет Атырауской области. Происходит из подрода Бегис рода Бериш.
В 1950 году окончил Яманкалинскую среднюю школу (Махамбетский район).
В 1955 году окончил горно-металлургический институт.
В 1955—1964 годах работал начальником геологической партии, главным геологом Индерской геологоразведочной экспедиции.
В 1963 году, будучи главном геологом, защитил кандидатскую диссертацию. А в 1972 году стал доктором геолого-минералогических наук, защитив диссертацию по боратам и калийным солям. При этом не учился в аспирантуре и у него не было научного руководителя.
В 1964—1978 годах заведующий лаборатории Казахского научно-исследовательского геологоразведочного нефтяного института.
В 1978—1992 годах заместитель директора, директор, заведующий лабораторией Института химии нефти и природных солей АН КазССР.
В 1992—1997 годах заместитель академика-секретаря Западного отделения НАН РК.
С 1997 вице-президент АО «Атырау — Гылым».

### Трудовая деятельность
Будучи главным геологом Индерской комплексной геологоразведочной экспедиции выбрал структуру Сатимола для проведения сейсмических работ. Непосредственно принимал участие в полевых сейсмических работах и апробировал рецензирование о результатах сейсмических работ на куполе. Являясь непосредственным геологическим руководителем проекта геолого-поисковых работ 1963 года, обосновал методику размещения скважин, объёмы поисковых работ. Им была намечена к проходке вместе с другими и скважина № 25, вскрывшая богатую первую руду с промышленным содержанием окиси бора.
В 1965 году совместно с Камашевым К. и Тухфатовым К. составили первую геолого-структурную карту купола Сатимола с выделением отдельных его бороносных участков, положив в основу принцип «кольцевых» антиклинальных структур и предложили методику геологопоисковых работ.
Длительное время проводил комплексное изучение стратиграфии, особенности залегания, морфологической изменчивости борнокалийных солей соляных массивов Челкар, Сатимола и Индер. Является одним из первооткрывателей элювиальных боратов Сатимолинского месторождения и Индерских месторождений № 99, 100 и 102. Основатель соляной геологии в Казахстане.
Занимался исследованиями по геологии и геохимии галогенных формаций Западного Казахстана. Установил закономерности формирования и размещения залежей горно-химического сырья Прикаспийской впадины и Южно-Предуральского прогиба. Он разработал и внедрил в производство новый промышленный метод поисков залежей боратов и калийных солей. Автор более 300 научных работ, в том числе 26 монографий, 8 изобретений и 2 патентов на изобретения.

## Награды
За поиск и разведку боратовых руд был награждён Почетным знаком и дипломом «Первооткрыватель месторождений СССР».
За заслуги в развитии нефти и газа и научно-исследовательской деятельности страны Муфтах Диаров отмечен рядом государственных наград, в том числе орденом «Кұрмет», Почетными Грамотами Верховного Совета КазССР и НАН РК, юбилейными медалями, Золотой медалью имени А.Байтурсынова и имени И.Алтынсарина, нагрудными знаками «Отличник разведки недр», «Почетный работник науки Казахстана».
Почетный гражданин города Атырау и Атырауской области.

## Научные труды
- Диаров М. Д. Количественная зависимость коренных и элювиальных боратов Индерского купола / Диссертация на соискание ученой степени кандидата геолого-минералогических наук. 1963
- Диаров М. Д. Калиеносность галогенных формаций Прикаспийской впадины. Москва, Недра, 1974.
- Диаров М. Д., Калачева В. Г., Мещеряков С. В. Природные богатства Индера и их использование. Алма-Аты, Наука, 1981.
- Диаров М. Д., Сериков Т. П. «Закономерности формирования месторождений боросолевых руд», Алматы, издательство «Эверо», 2000.
- Монография «Горно-химическое сырье месторождения Сатимола. Бораты. Калийные соли», Алматы, 2012.
- Экология и нефтегазовый комплекс. Том 1-10. Алматы, 2003—2017 г.